# Fussball Club Erzgebirge Aue 2012-2013
Questa voce raccoglie le informazioni riguardanti il Fussball Club Erzgebirge Aue nelle competizioni ufficiali della stagione 2012-2013.

## Stagione
Nella stagione 2012-2013 l'Erzgebirge Aue, allenato da Karsten Baumann e Falko Götz, concluse il campionato di 2. Bundesliga al 15º posto. In Coppa di Germania l'Erzgebirge Aue fu eliminato al secondo turno dal Magonza.

## Rosa
| N. |                       | Ruolo | Calciatore               |
| -- | --------------------- | ----- | ------------------------ |
| 1  | Germania (bandiera)   | P     | Martin Männel            |
| 3  | Germania (bandiera)   | D     | Tobias Nickenig          |
| 4  | Germania (bandiera)   | D     | Thomas Paulus            |
| 5  | Austria (bandiera)    | D     | Ronald Gërçaliu          |
| 6  | Germania (bandiera)   | C     | Kevin Schlitte           |
| 7  | Germania (bandiera)   | A     | Ronny (calciatore) König |
| 8  | Germania (bandiera)   | C     | Mike Könnecke            |
| 9  | Kosovo (bandiera)     | A     | Flamur Kastrati          |
| 10 | Germania (bandiera)   | C     | Michael Fink             |
| 11 | Germania (bandiera)   | A     | Halil Savran             |
| 12 | Slovacchia (bandiera) | A     | Jakub Sylvestr           |
| 15 | Germania (bandiera)   | D     | René Klingbeil           |
| 16 | Romania (bandiera)    | C     | Vlad Munteanu            |
| 17 | Germania (bandiera)   | C     | Jan Hochscheidt          |

| N. |                     | Ruolo | Calciatore      |
| -- | ------------------- | ----- | --------------- |
| 18 | Germania (bandiera) | D     | Nils Miatke     |
| 18 | Germania (bandiera) | A     | Enrico Kern     |
| 19 | Germania (bandiera) | A     | Andreas Wiegel  |
| 20 | Germania (bandiera) | C     | Oliver Schröder |
| 21 | Germania (bandiera) | D     | Dominic Rau     |
| 22 | Germania (bandiera) | C     | Marc Hensel     |
| 23 | Germania (bandiera) | C     | Nicolas Höfler  |
| 24 | Germania (bandiera) | D     | Philipp Müller  |
| 25 | Turchia (bandiera)  | C     | Guido Koçer     |
| 26 | Germania (bandiera) | P     | Stephan Flauder |
| 27 | Germania (bandiera) | P     | Tom Neukam      |
| 28 | Germania (bandiera) | A     | Max Gehrmann    |
| 30 | Germania (bandiera) | D     | Fabian Müller   |
| 31 | Germania (bandiera) | C     | Kevin Pezzoni   |

## Organigramma societario
Area tecnica
- Allenatore: Falko Götz
- Allenatore in seconda: Mirko Reichel
- Preparatore dei portieri: Russi Petkov
- Preparatori atletici:
- Analisi video:

## Calciomercato

### Sessione estiva
| Acquisti | Acquisti        | Acquisti          | Acquisti |
| R.       | Nome            | da                | Modalità |
| -------- | --------------- | ----------------- | -------- |
| A        | Andreas Wiegel  | Schalke 04        |          |
| D        | Ronald Gërçaliu | ŁKS               |          |
| D        | Nils Miatke     | Carl Zeiss Jena   |          |
| C        | Vlad Munteanu   | Concordia Chiajna |          |
| P        | Tom Neukam      | Werder Brema U19  |          |
| D        | Tobias Nickenig | Orduspor          |          |
| A        | Jakub Sylvestr  | Dinamo Zagabria   |          |

| Cessioni | Cessioni        | Cessioni          | Cessioni |
| R.       | Nome            | a                 | Modalità |
| -------- | --------------- | ----------------- | -------- |
| D        | Pierre le Beau  | Chemnitz          |          |
| C        | Tobias Kempe    | Paderborn         |          |
| D        | Adli Lachheb    | Duisburg          |          |
| A        | Patrick Sonntag | Siegen            |          |
| A        | Kevin Stephan   | Hertha Berlino II |          |

### Sessione invernale
| Acquisti | Acquisti        | Acquisti | Acquisti |
| R.       | Nome            | da       | Modalità |
| -------- | --------------- | -------- | -------- |
| A        | Flamur Kastrati | Duisburg |          |

| Cessioni | Cessioni | Cessioni | Cessioni |
| R.       | Nome     | a        | Modalità |
| -------- | -------- | -------- | -------- |

## Risultati

### 2. Bundesliga

#### Girone di andata
| Aue-Bad Schlema 3 agosto 2012, ore 18:00 CEST 1ª giornata | Erzgebirge Aue | 0 – 0 referto | St. Pauli | Sparkassen-Erzgebirgsstadion (12 200 spett.)\| Arbitro: \| Weiner \| |
| Arbitro:                                                  | Weiner         |               |           |                                                                      |

| Arbitro: | Kircher |

|                            |           |  |
| Adlung 22’, 33’ Sanogo 54’ | Marcatori |  |

| Arbitro: | Perl |

|                      |           |  |
| Müller 8’ Savran 55’ | Marcatori |  |

| Arbitro: | Stegemann |

|              |           |  |
| Kapllani 87’ | Marcatori |  |

| Arbitro: | Petersen |

|  |           |             |
|  | Marcatori | 51’ Hofmann |

| Arbitro: | Wingenbach |

|                           |           |  |
| Dausch 45’ Lechleiter 71’ | Marcatori |  |

| Arbitro: | Steinhaus-Webb |

|                      |           |            |
| Schönheim 83’ (aut.) | Marcatori | 7’ Terodde |

| Arbitro: | Bandurski |

|                               |           |              |
| Brégerie 24’, 28’ Jänicke 89’ | Marcatori | 83’ Sylvestr |

| Arbitro: | Christ |

|                                        |           |                 |
| Hochscheidt 35’ Sylvestr 58’ König 89’ | Marcatori | 86’ (rig.) Rahn |

| Arbitro: | Stieler |

|             |           |              |
| Vallori 66’ | Marcatori | 51’ Sylvestr |

| Arbitro: | Grudzinski |

|                                                                |           |                   |
| Müller 7’ König 9’, 49’ Hochscheidt 10’, 46’ Paulus 59’ (rig.) | Marcatori | 90’ (aut.) Paulus |

| Arbitro: | Hartmann |

|                                          |           |                 |
| Zuck 7’ Baumjohann 36’, 79’ Idrissou 81’ | Marcatori | 23’ Hochscheidt |

| Arbitro: | Aytekin |

|              |           |             |
| Schröder 69’ | Marcatori | 40’ Kruppke |

| Arbitro: | Willenborg |

|                          |           |                 |
| Brosinski 29’ Brandy 66’ | Marcatori | 42’ Hochscheidt |

| Arbitro: | Weiner |

|  |           |                                                   |
|  | Marcatori | 1’ Ramos 8’ Niemeyer 56’ (rig.) Ronny 74’ Allagui |

| Arbitro: | Siebert |

|                  |           |                            |
| Leitl 44’ (rig.) | Marcatori | 20’ Hensel 60’ Hochscheidt |

| Arbitro: | Cortus |

|                                  |           |                       |
| Hochscheidt 9’ Paulus 80’ (rig.) | Marcatori | 39’ Löning 62’ Fießer |

#### Girone di ritorno
| Arbitro: | Sippel |

|  |           |                                         |
|  | Marcatori | 49’ Hochscheidt 76’ Sylvestr 89’ Wiegel |

| Arbitro: | Fritz |

|                                   |           |  |
| Sylvestr 38’ (rig.), 80’ Fink 85’ | Marcatori |  |

| Arbitro: | Stieler |

|                      |           |             |
| Maroh 4’ Clemens 90’ | Marcatori | 79’ Pezzoni |

| Arbitro: | Cortus |

|  |           |                       |
|  | Marcatori | 62’ Verhoek 77’ Stark |

| Arbitro: | Dietz |

|                                 |           |  |
| Feisthammel 28’ Meha 39’ (rig.) | Marcatori |  |

| Arbitro: | Stegemann |

|            |           |           |
| Hensel 10’ | Marcatori | 62’ Klauß |

| Arbitro: | Petersen |

|                                             |           |  |
| Nemec 7’ Mattuschka 45’ (rig.) Parensen 57’ | Marcatori |  |

| Arbitro: | Aytekin |

|                 |           |  |
| Hochscheidt 29’ | Marcatori |  |

| Arbitro: | Willenborg |

|          |           |              |
| Koke 26’ | Marcatori | 13’ Schlitte |

| Arbitro: | Meyer |

|  |           |            |
|  | Marcatori | 14’ Friend |

| Arbitro: | Hartmann |

|  |           |                                      |
|  | Marcatori | 8’ Klingbeil 29’ Nickenig 37’ Müller |

| Arbitro: | Zwayer |

|              |           |                |
| Schlitte 83’ | Marcatori | 22’ Baumjohann |

| Arbitro: | Dingert |

|            |           |              |
| Boland 39’ | Marcatori | 80’ Schröder |

| Aue-Bad Schlema 27 aprile 2013, ore 13:00 CEST 31ª giornata | Erzgebirge Aue | 0 – 0 referto | Duisburg | Sparkassen-Erzgebirgsstadion (9 000 spett.)\| Arbitro: \| Kampka \| |
| Arbitro:                                                    | Kampka         |               |          |                                                                     |

| Arbitro: | Dankert |

|                                |           |                          |
| Ramos 10’ Ronny 34’ Hubník 44’ | Marcatori | 46’, 66’ (rig.) Sylvestr |

| Arbitro: | Stieler |

|  |           |            |
|  | Marcatori | 64’ Caiuby |

| Arbitro: | Sippel |

|  |           |                 |
|  | Marcatori | 79’ Hochscheidt |

### Coppa di Germania
| Arbitro: | Siebert |

|                                     |           |  |
| Paulus 21’ (rig.) Sylvestr 60’, 90’ | Marcatori |  |

| Arbitro: | Dankert |

|                          |           |  |
| Ivanschitz 18’ Malli 47’ | Marcatori |  |

## Statistiche

### Statistiche di squadra
| Competizione      | Punti | In casa | In casa | In casa | In casa | In casa | In casa | In trasferta | In trasferta | In trasferta | In trasferta | In trasferta | In trasferta | Totale | Totale | Totale | Totale | Totale | Totale | DR |
| Competizione      | Punti | G       | V       | N       | P       | Gf      | Gs      | G            | V            | N            | P            | Gf           | Gs           | G      | V      | N      | P      | Gf     | Gs     | DR |
| ----------------- | ----- | ------- | ------- | ------- | ------- | ------- | ------- | ------------ | ------------ | ------------ | ------------ | ------------ | ------------ | ------ | ------ | ------ | ------ | ------ | ------ | -- |
| 2. Bundesliga     | 37    | 17      | 5       | 7       | 5       | 21      | 17      | 17           | 4            | 3            | 10           | 18           | 29           | 34     | 9      | 10     | 15     | 39     | 46     | -7 |
| Coppa di Germania | -     | 1       | 1       | 0       | 0       | 3       | 0       | 1            | 0            | 0            | 1            | 0            | 2            | 2      | 1      | 0      | 1      | 3      | 2      | +1 |
| Totale            | 37    | 18      | 6       | 7       | 5       | 24      | 17      | 18           | 4            | 3            | 11           | 18           | 31           | 36     | 10     | 10     | 16     | 42     | 48     | -6 |

### Andamento in campionato
| Giornata  | 1  | 2  | 3  | 4  | 5  | 6  | 7  | 8  | 9  | 10 | 11 | 12 | 13 | 14 | 15 | 16 | 17 | 18 | 19 | 20 | 21 | 22 | 23 | 24 | 25 | 26 | 27 | 28 | 29 | 30 | 31 | 32 | 33 | 34 |
| --------- | -- | -- | -- | -- | -- | -- | -- | -- | -- | -- | -- | -- | -- | -- | -- | -- | -- | -- | -- | -- | -- | -- | -- | -- | -- | -- | -- | -- | -- | -- | -- | -- | -- | -- |
| Luogo     | C  | T  | C  | T  | C  | T  | C  | T  | C  | T  | C  | T  | C  | T  | C  | T  | C  | T  | C  | T  | C  | T  | C  | T  | C  | T  | C  | T  | C  | T  | C  | T  | C  | T  |
| Risultato | N  | P  | V  | P  | P  | P  | N  | P  | V  | N  | V  | P  | N  | P  | P  | V  | N  | V  | V  | P  | P  | P  | N  | P  | V  | N  | P  | V  | N  | N  | N  | P  | P  | V  |
| Posizione | 13 | 17 | 11 | 14 | 14 | 15 | 17 | 17 | 16 | 14 | 11 | 13 | 13 | 14 | 15 | 13 | 13 | 13 | 11 | 11 | 12 | 13 | 14 | 15 | 13 | 14 | 14 | 14 | 14 | 14 | 15 | 15 | 15 | 15 |

Legenda:

Luogo: C = Casa; T = Trasferta. Risultato: V = Vittoria; N = Pareggio; P = Sconfitta.

### Statistiche dei giocatori
| Giocatore      | 2. Bundesliga | 2. Bundesliga | 2. Bundesliga | 2. Bundesliga | Coppa di Germania | Coppa di Germania | Coppa di Germania | Coppa di Germania | Totale   | Totale | Totale      | Totale     |
| Giocatore      | Presenze      | Reti          | Ammonizioni   | Espulsioni    | Presenze          | Reti              | Ammonizioni       | Espulsioni        | Presenze | Reti   | Ammonizioni | Espulsioni |
| -------------- | ------------- | ------------- | ------------- | ------------- | ----------------- | ----------------- | ----------------- | ----------------- | -------- | ------ | ----------- | ---------- |
| M. Fink        | 16            | 1             | 4             | 0             | 0                 | 0                 | 0                 | 0                 | 16       | 1      | 4           | 0          |
| S. Flauder     | 2             | 0             | 0             | 0             | 0                 | 0                 | 0                 | 0                 | 2        | 0      | 0           | 0          |
| M. Gehrmann    | 1             | 0             | 0             | 0             | 0                 | 0                 | 0                 | 0                 | 1        | 0      | 0           | 0          |
| R. Gërçaliu    | 8             | 0             | 0             | 0             | 0                 | 0                 | 0                 | 0                 | 8        | 0      | 0           | 0          |
| M. Hensel      | 30            | 2             | 9             | 0             | 2                 | 0                 | 0                 | 0                 | 32       | 2      | 9           | 0          |
| J. Hochscheidt | 32            | 10            | 4             | 0             | 2                 | 0                 | 0                 | 0                 | 34       | 10     | 4           | 0          |
| N. Höfler      | 27            | 0             | 5             | 0             | 2                 | 0                 | 0                 | 0                 | 29       | 0      | 5           | 0          |
| F. Kastrati    | 10            | 0             | 0             | 0             | 0                 | 0                 | 0                 | 0                 | 10       | 0      | 0           | 0          |
| E. Kern        | 0             | 0             | 0             | 0             | 0                 | 0                 | 0                 | 0                 | 0        | 0      | 0           | 0          |
| R. Klingbeil   | 31            | 1             | 3             | 2             | 2                 | 0                 | 0                 | 0                 | 33       | 1      | 3           | 2          |
| G. Koçer       | 21            | 0             | 3             | 0             | 2                 | 0                 | 1                 | 0                 | 23       | 0      | 4           | 0          |
| R. König       | 25            | 3             | 6             | 0             | 2                 | 0                 | 1                 | 0                 | 27       | 3      | 7           | 0          |
| M. Könnecke    | 18            | 0             | 2             | 0             | 0                 | 0                 | 0                 | 0                 | 18       | 0      | 2           | 0          |
| N. Miatke      | 0             | 0             | 0             | 0             | 0                 | 0                 | 0                 | 0                 | 0        | 0      | 0           | 0          |
| V. Munteanu    | 6             | 0             | 0             | 0             | 1                 | 0                 | 0                 | 0                 | 7        | 0      | 0           | 0          |
| M. Männel      | 32            | 0             | 2             | 0             | 2                 | 0                 | 0                 | 0                 | 34       | 0      | 2           | 0          |
| F. Müller      | 31            | 3             | 1             | 0             | 2                 | 0                 | 1                 | 0                 | 33       | 3      | 2           | 0          |
| P. Müller      | 0             | 0             | 0             | 0             | 0                 | 0                 | 0                 | 0                 | 0        | 0      | 0           | 0          |
| T. Neukam      | 0             | 0             | 0             | 0             | 0                 | 0                 | 0                 | 0                 | 0        | 0      | 0           | 0          |
| T. Nickenig    | 22            | 1             | 7             | 2             | 2                 | 0                 | 0                 | 0                 | 24       | 1      | 7           | 2          |
| T. Paulus      | 21            | 2             | 5             | 0             | 1                 | 1                 | 0                 | 0                 | 22       | 3      | 5           | 0          |
| K. Pezzoni     | 13            | 1             | 1             | 1             | 0                 | 0                 | 0                 | 0                 | 13       | 1      | 1           | 1          |
| D. Rau         | 8             | 0             | 0             | 0             | 0                 | 0                 | 0                 | 0                 | 8        | 0      | 0           | 0          |
| H. Savran      | 16            | 1             | 5             | 0             | 2                 | 0                 | 0                 | 0                 | 18       | 1      | 5           | 0          |
| K. Schlitte    | 25            | 2             | 6             | 1             | 2                 | 0                 | 1                 | 0                 | 27       | 2      | 7           | 1          |
| O. Schröder    | 26            | 2             | 3             | 0             | 1                 | 0                 | 0                 | 1                 | 27       | 2      | 3           | 1          |
| J. Sylvestr    | 32            | 8             | 8             | 1             | 2                 | 2                 | 0                 | 0                 | 34       | 10     | 8           | 1          |
| A. Wiegel      | 15            | 1             | 2             | 0             | 0                 | 0                 | 0                 | 0                 | 15       | 1      | 2           | 0          |